# Hellmut Homberg
Hellmut Homberg (* 5. September 1909 in Barmen; † 7. Juli 1990 in Hagen) war ein deutscher Bauingenieur.

## Leben
Hellmut Homberg stammte aus einer Unternehmerfamilie. Er studierte an der Technischen Hochschule Darmstadt, der Technischen Hochschule Hannover und der Technischen Hochschule Berlin Bauingenieurwesen. Seine Lehrer waren unter anderem August Hertwig und Franz Dischinger. Das Studium schloss er als Jahrgangsbester der TH Berlin ab. Anschließend arbeitete er zwei Jahre lang am Lehrstuhl für Grundbau, Wasser- und Hafenbau bei Arnold Agatz und promovierte 1938 mit einer Arbeit über die Berechnung von Fangedämmen. Im gleichen Jahr machte er sich mit einem eigenen Ingenieurbüro selbständig.
In den folgenden Berufsjahren lag der Schwerpunkt seiner beruflichen Tätigkeit vor allem im Brückenbau. Homberg wirkte im Wettbewerb, Entwurf und Ausführung bei einer Vielzahl von Schrägseilbrücken mit, sowohl in Deutschland als auch im Ausland. Er entwickelte und wendete erstmals die Vielseil-Schrägabspannung in einer Ebene, in der Mittelachse, an. Daneben verfasste er auch einige theoretische Arbeiten und zugehörige Tabellenwerke, die zu den Standardwerken für die Bemessung von Brücken gehörten. Insbesondere seine Untersuchungen über den Spannbetonplattenbalken ohne Querträger machten ihn in der Fachwelt bekannt.

## Brückenbauwerke
- 1952: Rheinbrücke Köln-Rodenkirchen, Wiederaufbau mit 40 % weniger Stahl
- 1959: Blombachtalbrücke
- 1962: Rheinbrücke Schierstein
- 1963: Norderelbbrücke
- 1965: Rheinbrücke Leverkusen
- 1965: Rheinbrücke Emmerich
- 1967: Rheinbrücke Bonn-Nord
- 1967: Rheinbrücke Rees-Kalkar
- 1969: Pont Masséna, Paris
- 1971: Rheinbrücke Germersheim
- 1971: Brotonne-Brücke
- 1978: Godsheide Albert-Kanalbrücke, Belgien
- 1978: Rheinbrücke Neuwied
- 1982: Kessock Bridge, Schottland
- 1986: Annacis Islandbrücke, Vancouver
- 1987: Rama-IX.-Brücke (Chao-Phrayabrücke), Bangkok
- 1991: Queen Elizabeth II Bridge (Dartford Crossing) – Themsebrücke, Dartford

Die Rodenkirchener Autobahnbrücke und die Rheinbrücke Emmerich sind Hängebrücken, die Blombachtalbrücke ist eine Stahlbeton-Bogenbrücke, die restlichen Bauwerke sind Schrägseilbrücken.